# Swedenborgsgatan

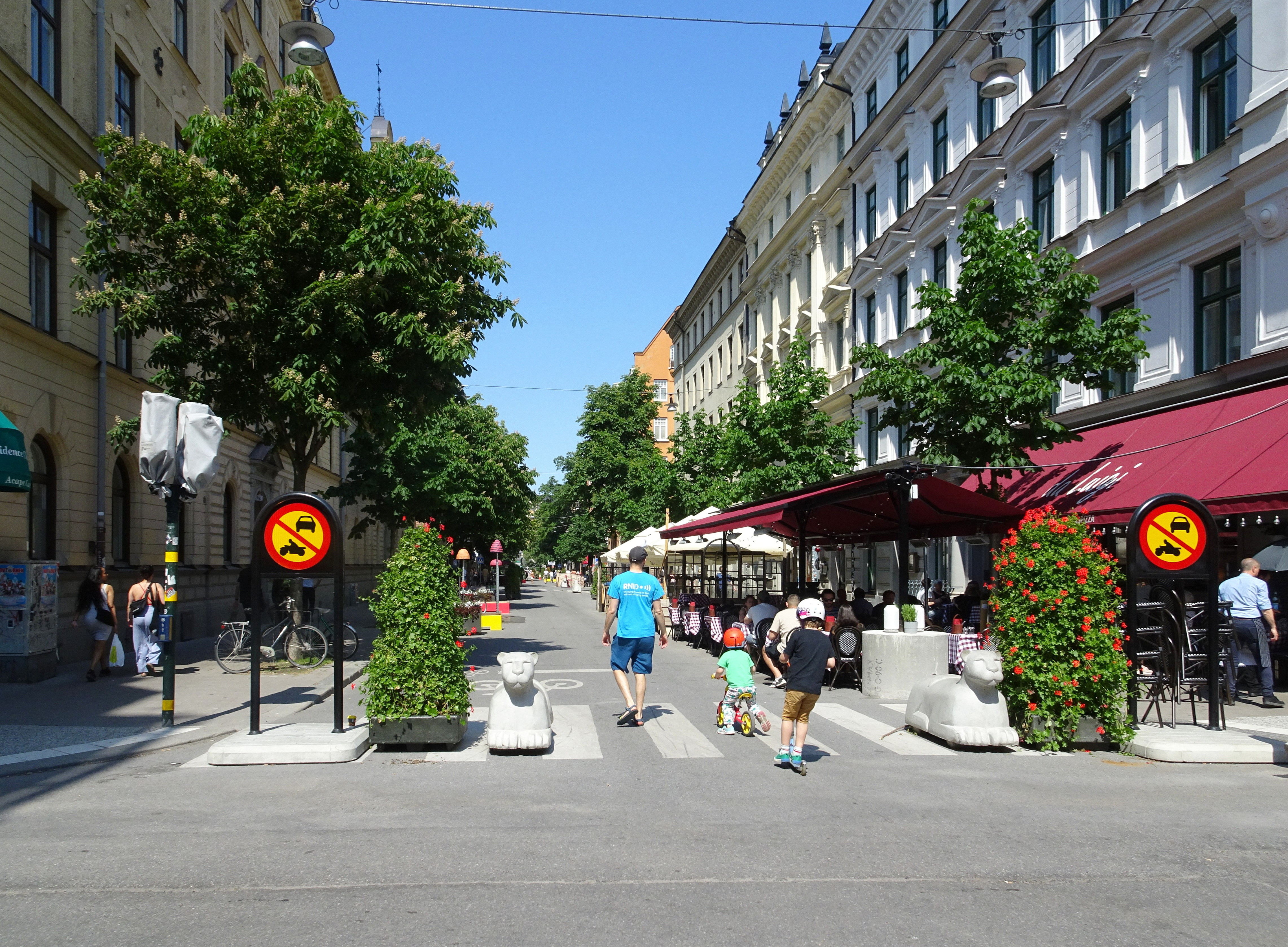
Swedenborgsgatan norrut som sommargågata juni 2019.

Swedenborgsgatan är en gata på Södermalm i Stockholm. Den sträcker sig i nord-sydlig riktning mellan Sankt Paulsgatan/Mariatorget och Magnus Ladulåsgatan. Swedenborgsgatan fick sitt nuvarande namn i samband med den stora Namnrevisionen i Stockholm 1885.

## Beskrivning
Swedenborgsgatan har sitt namn efter vetenskapsmannen Emanuel Swedenborg och vid namngivningen 1885 tillämpades kategorin ”fosterländska och historiska namn”. Svedenborgsgatan (då stavad med ”v”) avsåg ”gatan från Adolf Fredriks torg till och på andra sidan järnvägen”. Adolf Fredriks torg är nuvarande Mariatorget och med järnvägen avsågs Stockholms södra station. 
Swedenborgsgatan skulle ursprungligen bli en stor trafikled och i enlighet med Lindhagenplanen dras vidare söder om järnvägsområdet, över Ringvägen och ner till Årstaviken ungefär i höjd med dagens Eriksdalsbadet. Namnrevisionen genomfördes och man fick två gator med samma namn, avskurna genom Södra stations bangård. År 1949 ändrades det södra gatuavsnittet till Grindsgatan. Någon förlängning ner till Årstaviken genomfördes aldrig. 
Södra stationens östra ingång ligger vid Swedenborgsgatan. Framför entrén och mitt i gatan märks skulpturen Pollare och klot i rostfritt stål, uppsatt 2002 och skapad av Mats Olofgörs. Sedan 2015 är norra delen av gatan mellan Fatbursgatan och Mariatorget en av Stockholms sommargågator.

## Bilder

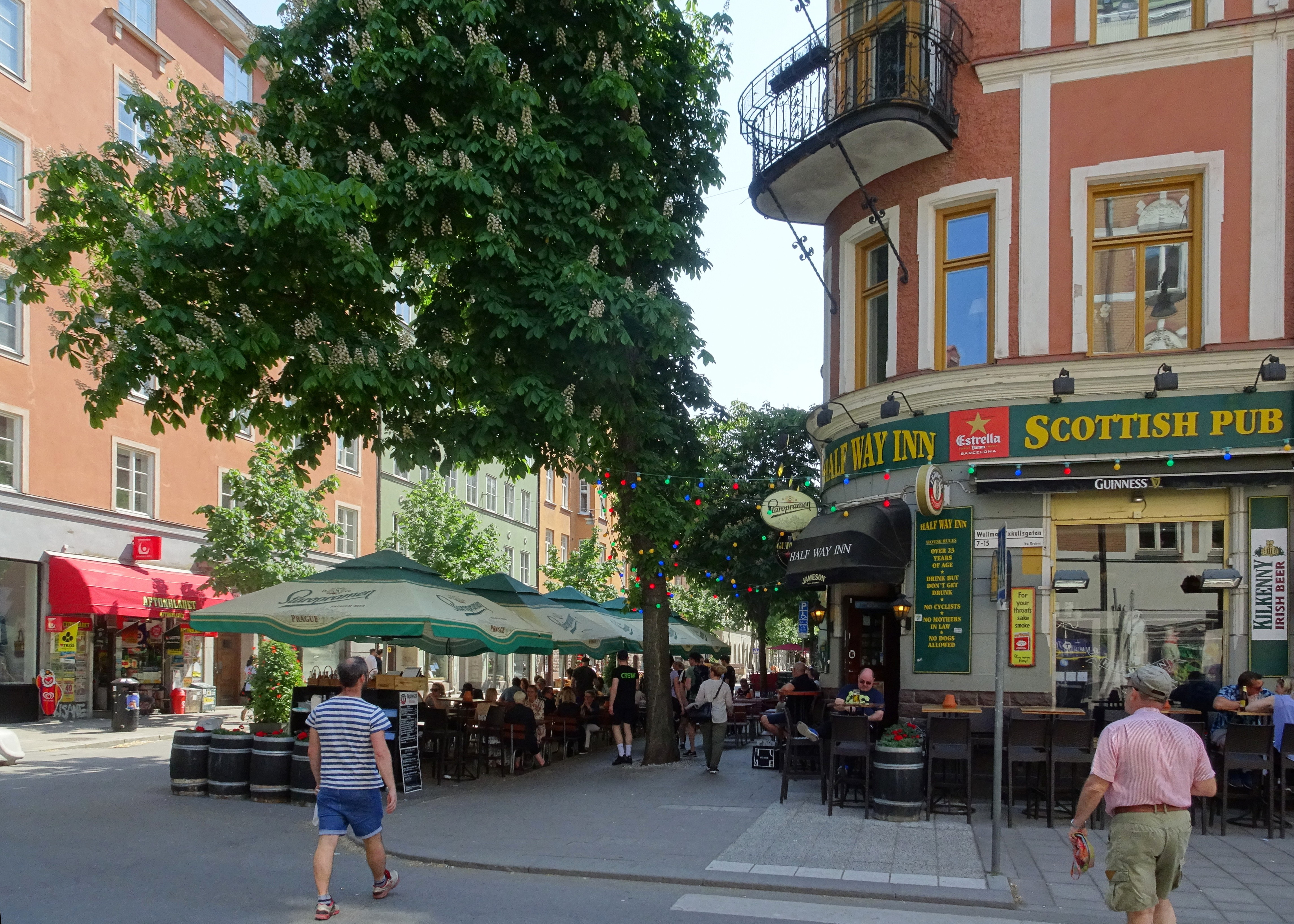
Swedenborgsgatan, söderut i höjd med Wollmar Yxkullsgatan.
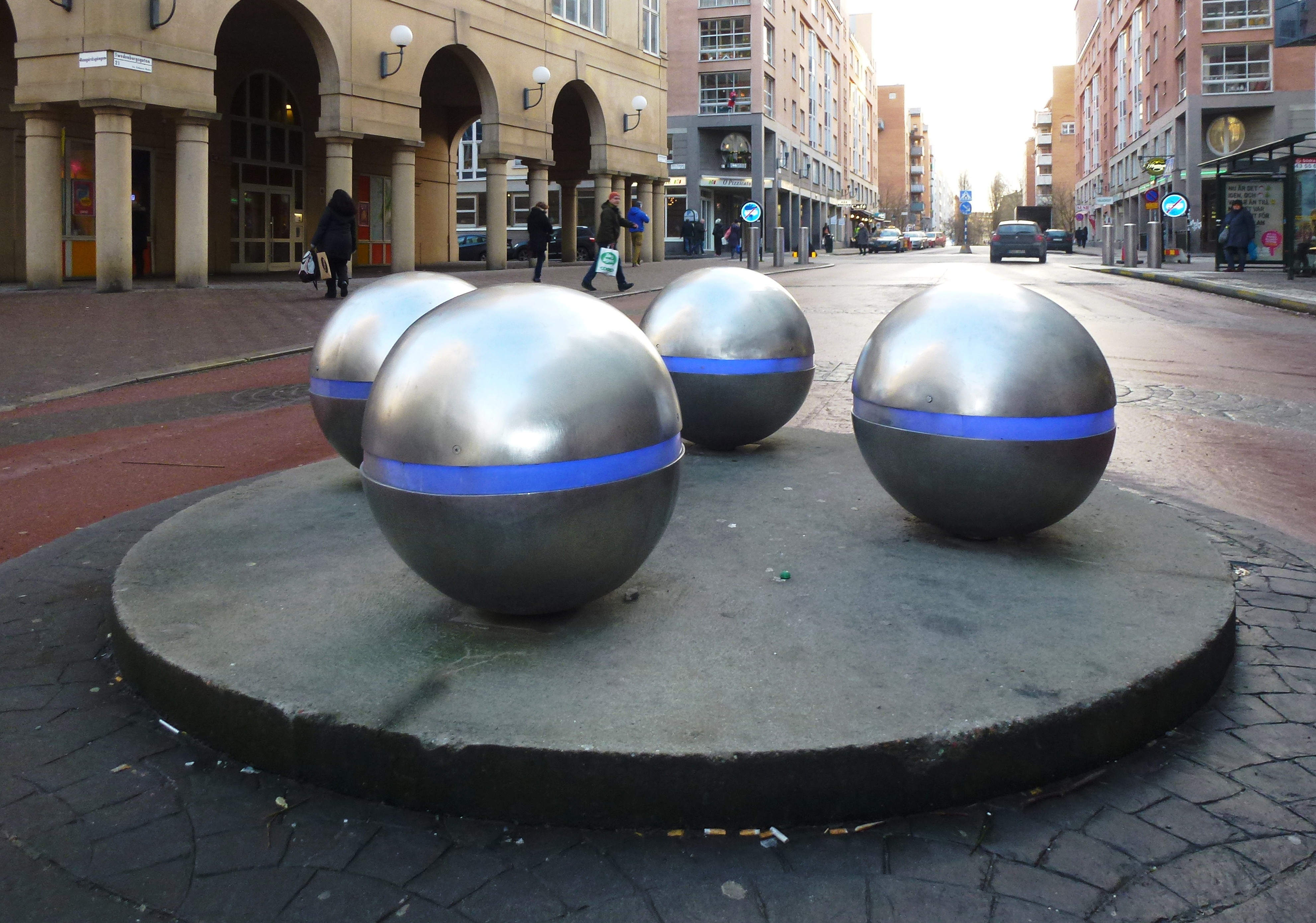
Swedenborgsgatan utanför Södra station med Mats Olofgörs "Pollare och klot".
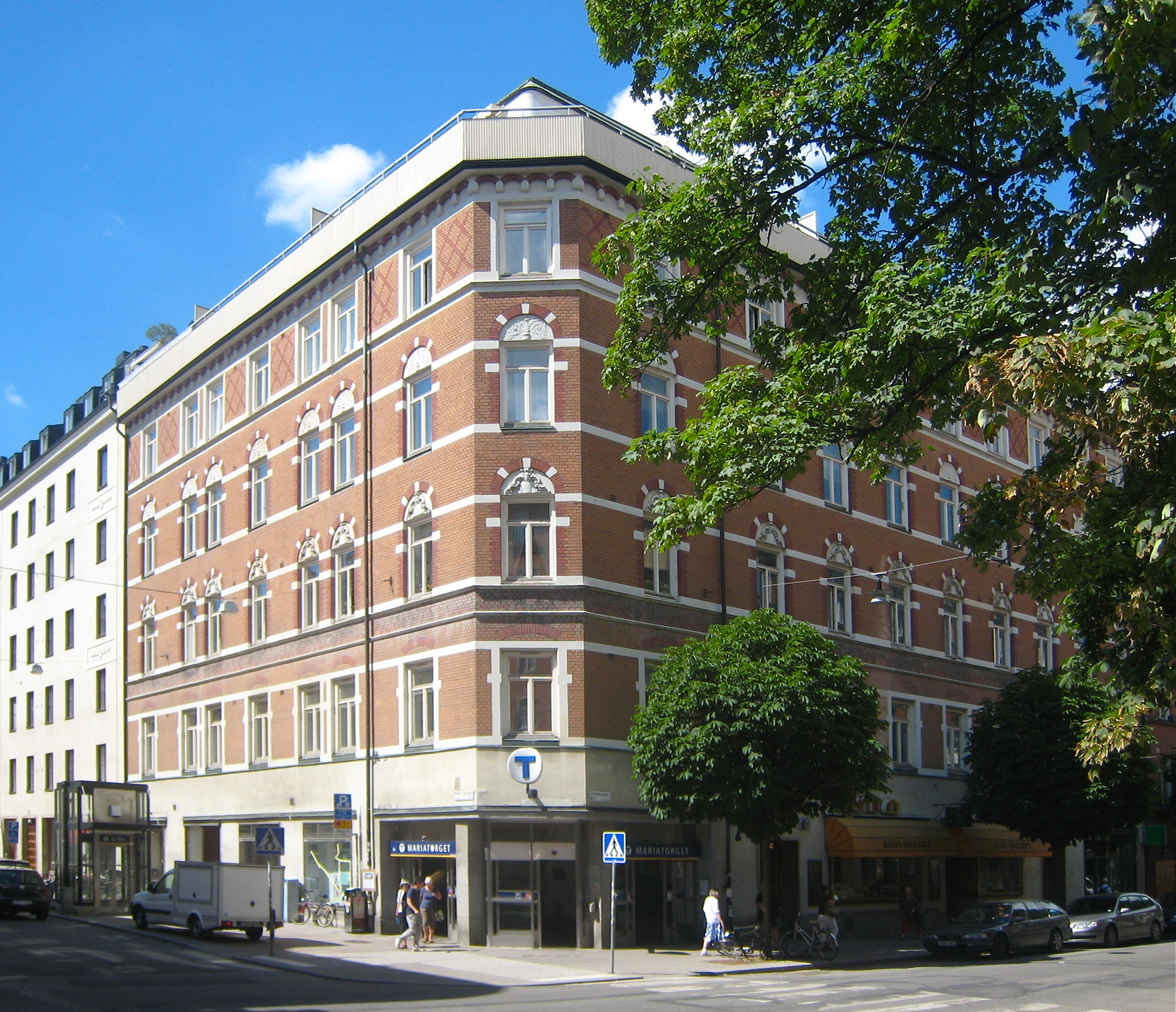
Swedenborgsgatan 4, arkitekt Ernst Stenhammar, byggd 1889-1890.
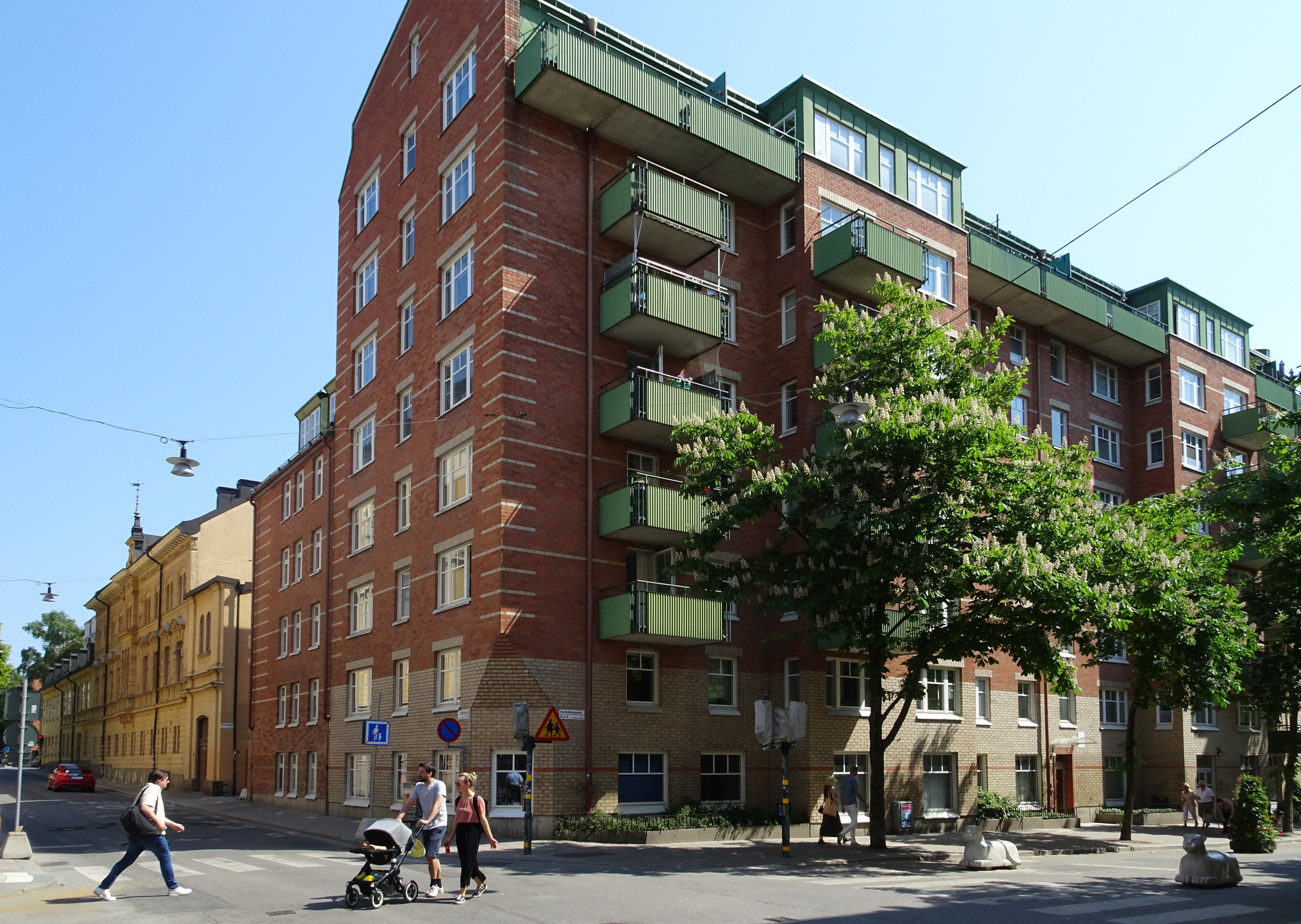
Swedenborgsgatan 15-17, arkitekt Malmquist & Skoogh, byggd 1980.

## Byggnader och områden
- Nr. 15–17, kvarteret Dykärret mindre, där Nürnbergs Bryggeri hade sin tillverkning fram till 1916.
- Nr. 20, Stockholms södra station
- Nr. 40, T-banestation Mariatorget